# (13699) Nickthomas
(13699) Nickthomas (1998 MU7) – planetoida z pasa głównego asteroid okrążająca Słońce w ciągu 3,36 lat w średniej odległości 2,24 j.a. Odkryta 18 czerwca 1998 roku.